# اینگوار کارلسون
اینگفار کارلسون (سوئدی: Ingvar Carlsson؛ زادهٔ ۹ نوامبر ۱۹۳۴) یک سیاست‌مدار اهل سوئد است که از ۱۳ مارس ۱۹۸۶ تا ۴ اکتبر ۱۹۹۱ و بار دیگر از ۷ اکتبر ۱۹۹۴ تا ۲۲ مارس ۱۹۹۶ نخست‌وزیر این کشور بود. وی از دانشگاه لوند و دانشگاه نورت‌وسترن فارغ‌التحصیل شد. کارلسون از ۱۳ مارس ۱۹۸۶ تا ۲۲ مارس ۱۹۹۶
رهبر حزب کارگران سوسیال دموکرات سوئد بود.